# Nectarinia kilimensis
Nectarinia kilimensis là một loài chim trong họ Nectariniidae.